# Championnat des Caraïbes de rugby à XV 2013
Navigation
Championnat des Caraïbes de rugby
 à XV 2011 Championnat des Caraïbes de rugby
 à XV 2014
Le Championnat des Caraïbes de rugby 2013 ou Caribbean Rugby Championship 2013 est une compétition organisée par la NACRA qui oppose les nations caribéennes, le Mexique et une sélection du Sud des États-Unis, les USA South. La compétition est remportée par l'équipe d'USA South, formation issue de l'United States of America Rugby South Territorial Union (USARS), l'une des 7 Territorial Unions de la Fédération américaine de rugby.

## Équipes engagées
| Poule A - Mexique - USA South - Îles Caïmans - Jamaïque - Bermudes - Bahamas - Îles Turques-et-Caïques | Poule B - Îles Vierges britanniques - Saint-Vincent-et-les-Grenadines - Barbade - Sainte-Lucie - Guyana - Trinité-et-Tobago - Curaçao |

## Poule A

### Tour 1

#### Demi-finales
| 19 janvier 2013 | Jamaïque | 31 - 13 | Îles Turques-et-Caïques |  |
| 19 janvier 2013 |          |         |                         |  |
| 19 janvier 2013 |          |         |                         |  |

| 19 janvier 2013 | USA South | 50 - 23 | Mexique |  |
| 19 janvier 2013 |           |         |         |  |
| 19 janvier 2013 |           |         |         |  |

#### Finale
| 23 février 2013 | USA South | 29 - 12 | Jamaïque |  |
| 23 février 2013 |           |         |          |  |
| 23 février 2013 |           |         |          |  |

### Tour 2
| 13 avril 2013 | USA South | 42 - 15 | Bahamas |  |
| 13 avril 2013 |           |         |         |  |
| 13 avril 2013 |           |         |         |  |

### Tour 3

#### Résultats
| 4 mai 2013 | USA South | 9 - 7 | Îles Caïmans |  |
| 4 mai 2013 |           |       |              |  |
| 4 mai 2013 |           |       |              |  |

| 18 mai 2013 | USA South | 24 - 14 | Bermudes |  |
| 18 mai 2013 |           |         |          |  |
| 18 mai 2013 |           |         |          |  |

| 1er juin 2013 | Îles Caïmans | 20 - 14 | Bermudes |  |
| 1er juin 2013 |              |         |          |  |
| 1er juin 2013 |              |         |          |  |

#### Classement
| Rang | Nation       | J | V | N | D | Pm | Pe | Diff | Pts |
| ---- | ------------ | - | - | - | - | -- | -- | ---- | --- |
| 1    | USA South    | 2 | 2 | 0 | 0 | 33 | 21 | +12  | 8   |
| 2    | Îles Caïmans | 2 | 1 | 0 | 1 | 27 | 23 | +4   | 5   |
| 3    | Bermudes     | 2 | 0 | 0 | 2 | 28 | 44 | -16  | 2   |

|  | Qualifié pour la finale (no 1). |

## Poule B

### Tour 1

#### Demi-finales
| 12 janvier 2013 | Curaçao | 37 - 24 | Saint-Vincent-et-les-Grenadines |  |
| 12 janvier 2013 |         |         |                                 |  |
| 12 janvier 2013 |         |         |                                 |  |

| 26 janvier 2013 | Îles Vierges britanniques | 41 - 35 | Sainte-Lucie |  |
| 26 janvier 2013 |                           |         |              |  |
| 26 janvier 2013 |                           |         |              |  |

#### Finale
| 15 février 2013 | Curaçao | 39 - 12 | Îles Vierges britanniques |  |
| 15 février 2013 |         |         |                           |  |
| 15 février 2013 |         |         |                           |  |

### Tour 2
| 6 avril 2013 | Barbade | 41 - 3 | Curaçao |  |
| 6 avril 2013 |         |        |         |  |
| 6 avril 2013 |         |        |         |  |

### Tour 3

#### Résultats
| 18 mai 2013 | Guyana | 19 - 17 | Barbade |  |
| 18 mai 2013 |        |         |         |  |
| 18 mai 2013 |        |         |         |  |

| 25 mai 2013 | Trinité-et-Tobago | 19 - 6 | Barbade |  |
| 25 mai 2013 |                   |        |         |  |
| 25 mai 2013 |                   |        |         |  |

| 1er juin 2013 | Trinité-et-Tobago | 20 - 0 | Guyana |  |
| 1er juin 2013 |                   |        |        |  |
| 1er juin 2013 |                   |        |        |  |

#### Classement
| Rang | Nation            | J | V | N | D | Pm | Pe | Diff | Pts |
| ---- | ----------------- | - | - | - | - | -- | -- | ---- | --- |
| 1    | Trinité-et-Tobago | 2 | 2 | 0 | 0 | 39 | 6  | +33  | 8   |
| 2    | Guyana            | 2 | 1 | 0 | 1 | 19 | 37 | -18  | 5   |
| 3    | Barbade           | 2 | 0 | 0 | 2 | 23 | 38 | -15  | 2   |

|  | Qualifié pour la finale (no 1). |

## Finale
| 22 juin 2013 | USA South | 26 - 18 | Trinité-et-Tobago |  |
| 22 juin 2013 |           |         |                   |  |
| 22 juin 2013 |           |         |                   |  |